# جیلیکل (تاجیکستان)
جیلیکل (به لاتین: Jilikul) یک منطقهٔ مسکونی در تاجیکستان است که در ناحیه دوستی واقع شده‌است.
 جیلیکل  ۲۵,۳۸۲ نفر جمعیت دارد و ۳۵۳٫۸۸ متر بالاتر از سطح دریا واقع شده‌است.